# Автомобільні перегони

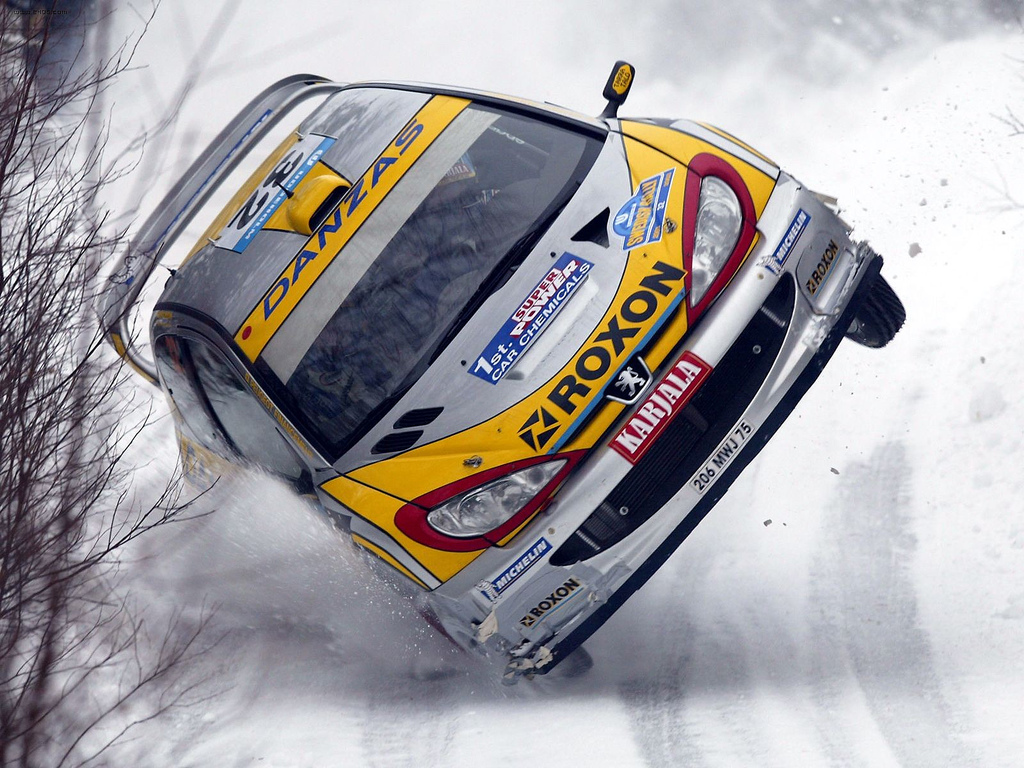
Peugeot 206 у змаганнях «Ралі Швеції» (2003) за специфікацією World Rally Car

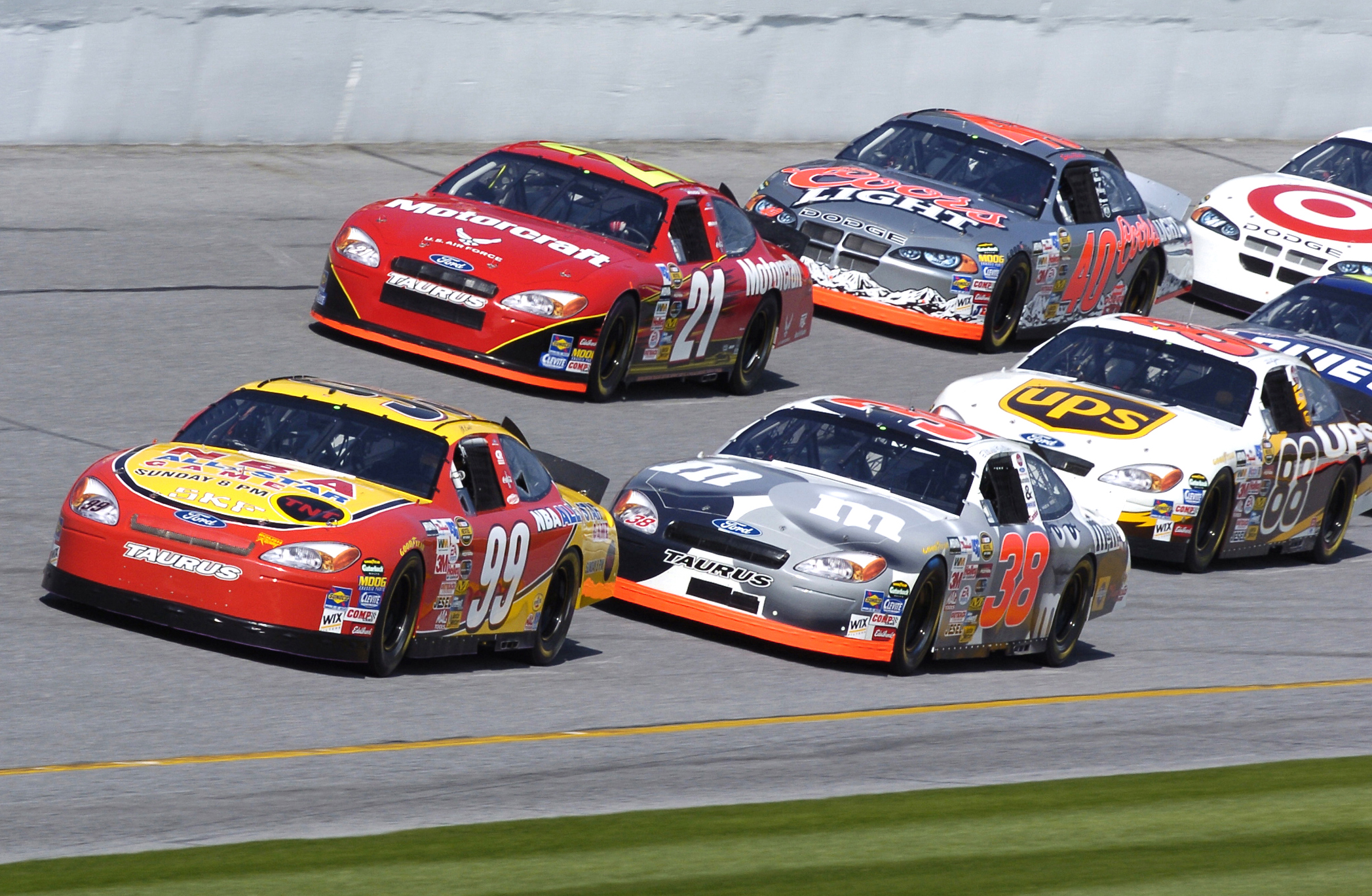
Гонка (практика) NASCAR Sprint Cup Series «Daytona 500» (2004)

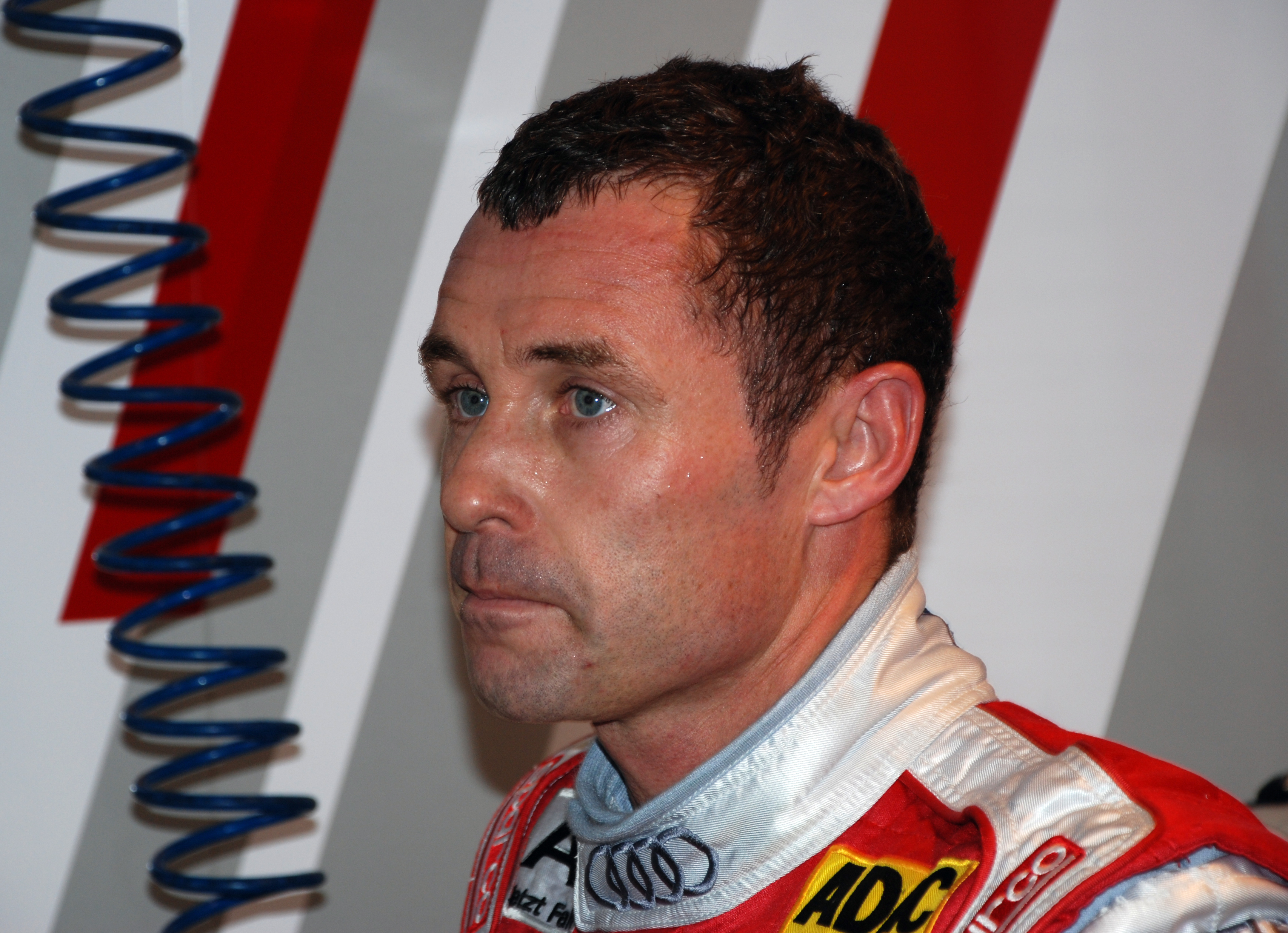
Данський пілот Том Крістенсен — єдиний 9-кратний переможець гонки «24 години Ле-Мана»

Автомобі́льні перего́ни (також автоперегони, автогонки) — категорія змагань (група дисциплін) в автомобільному спорті, у якій учасники змагаються у швидкості проходження траси на автомобілях.
Більшість світових чемпіонатів із автоперегонів проводяться під егідою FIA (Міжнародна автомобільна федерація, фр. FIA — Federation Internationale de L'Automobile), яку було засновано в 1904. Автомобільні змагання в окремих країнах зазвичай контролюються національними автомобільними асоціаціями (клубами), що є членами FIA. В Україні — це Автомобільна федерація України (ФАУ; фр. Federation Automobile de l'Ukraine; FAU).
Автоперегони — популярний вид спорту. Трансляції змагань мають велику телевізійну аудиторію у всьому світі. Особливість автоперегонів у тому, що це технічний вид спорту, й успіх у них вимагає роботи великих колективів спеціалістів: конструкторів, автомеханіків, штурманів та пілотів.
Автоперегони грають також важливу роль у розробці та тестуванні інноваційних технологій при конструюванні автомобілів та їх компонентів. Провідні світові виробники автомобілів та автомобільних аксесуарів зазвичай мають свої заводські команди, або спонсорують незалежні команди. Окрім переваг, пов'язаних із апробацією нових технологій, спонсорство служить також рекламі.

## Історія

### Перші кроки

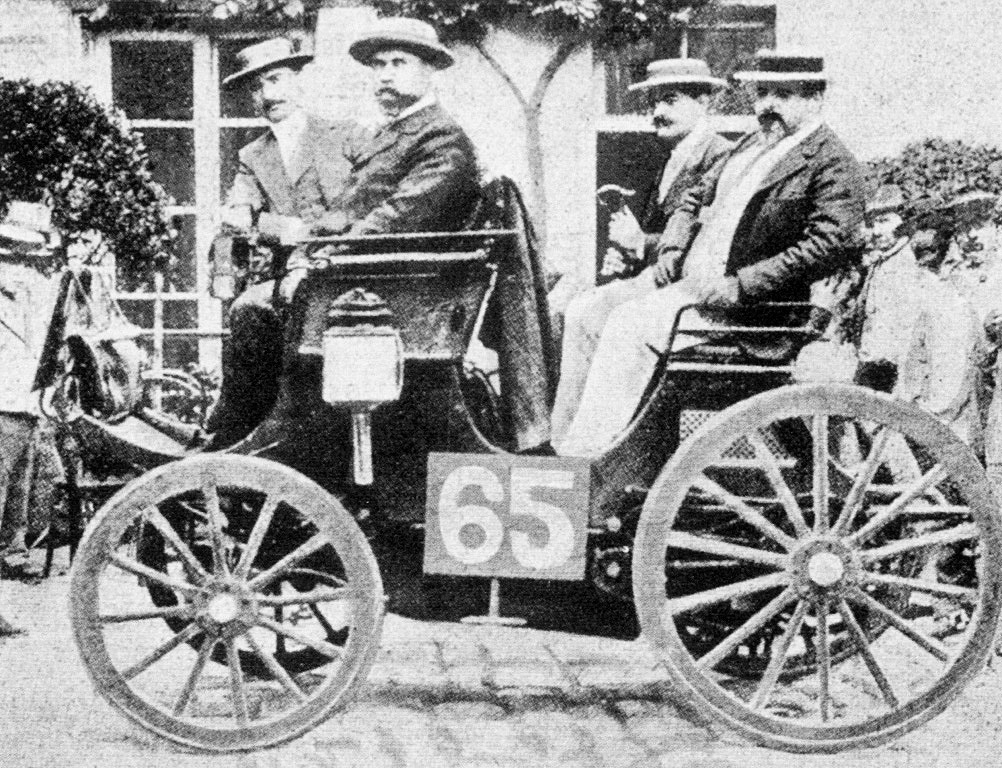
Переможець першого змагання в Руані Жорж Леметр на Peugeot 3hp (1894)

Перші перегони були організовані 22 липня 1894 за маршрутом довжиною 126 км від Парижа до Руана (із заявлених 102 автомобілів після відбіркових змагань до перегонів допустили 25, з них стартувало 21 а до фінішу добралось 17 автомобілів). 18 травня 1895 відбулися перші автомобільні перегони в Італії. Дистанція у 93 км була прокладена за маршрутом Турин-Асті-Турин (було п'ять учасників і лише троє з них фінішували).
Приблизно у ті ж роки подібного роду змагання пройшли у Сполучених Штатах Америки і Великої Британії. В останньому випадку змагання пройшло фактично несподівано. У 1896 році було нарешті скасовано «Закон про червоний прапор» (він був прийнятий у 1865 році, згідно з ним потрібно було, щоби в кожному автомобілі сиділо два водії, автомобіль не міг рухатися швидше від 4-х миль на годину, і перед автомобілем обов'язково повинна була знаходитись людина з червоним прапорцем). З приводу цієї радісної події 14 листопада 1896 року і був проведений автопробіг з Лондона до Брайтона. З 32-х учасників до фінішу дістались двадцять.
Автоперегони, з'явившись ще у XIX столітті, спочатку були всього лише екзотичною та дорогою розвагою, так як автомобілі виготовлялись уручну і більшість перших змагань мала на меті довести, що автомобіль є надійною альтернативою коню. Але з розвитком техніки автоперегони здобувають все більший інтерес в учасників змагань (багатих ентузіастів — любителів нових технологій), глядачів та організаторів змагань. Таким чином, вже з самого початку XX століття автоперегони завойовують своє місце у світі.

### 1910—1920-ті

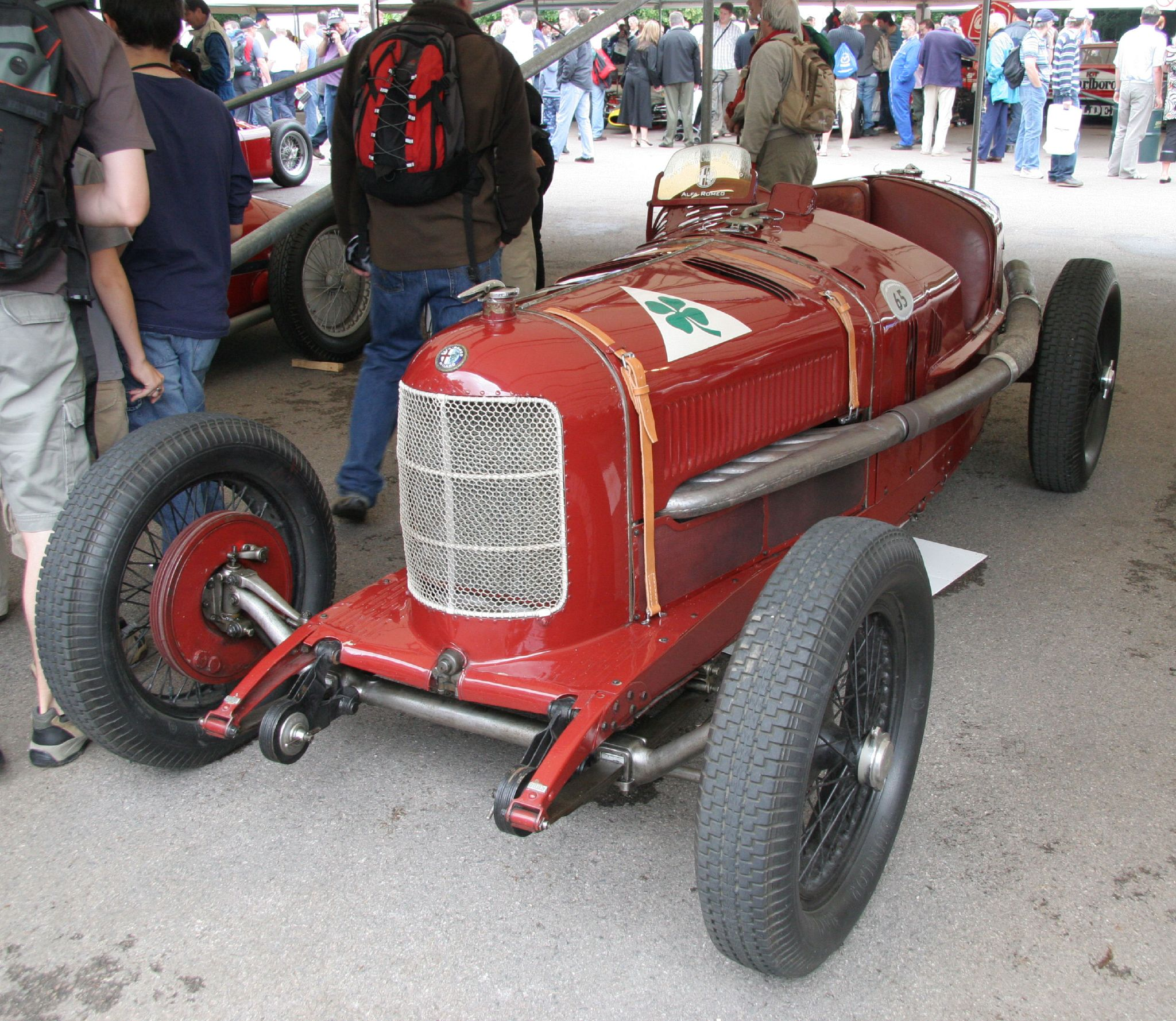
Alfa Romeo P2 переможець першого Всесвітнього чемпіонату конструкторів автомобілів у 1925 році

За час Першої світової війни європейський автоспорт, що до того бурхливо розвивався в довоєнні роки, істотно втратив свої позиції. Яскравим прикладом тому служить гран-прі Французького автомобільного клубу, проведене у 1921 році у Ле-Мані, коли американські гонщики перемогли європейців. Попри те що війна дуже згубно вплинула на всі без винятку країни Старого Світу, потужний технічний поштовх, який був потрібний для створення нової зброї, сприятливо позначився на автоспорті, оскільки напрацьовані технології пустили в мирне русло. Невдовзі основне місце на гоночних трасах було зайняте Італією, чиї конструктори витіснили американських інженерів з Європи. Уже в 1922 році Феліче Нацаро (італ. Felice Nazzaro) здобув свою першу перемогу на гран-прі Франції в Страсбурзі. Він виступав на автомобілі концерну FIAT моделі «804», який розвивав максимальну швидкість 170 км/год.
У 1923 році FIAT випустив модель «805.405» — перший автомобіль гран-прі з компресором наддуву та з доведенням форми кузова в аеродинамічній трубі. За іронією долі цей автомобіль поступився боліду англійця Генрі Сігрейва, побудованому за зразком попередньої моделі FIAT. Але це була єдина невдача італійців, після якої пілоти П'єтро Бордін і Феліче Нацаро вже не програвали.
Тим часом компанія «Alfa Romeo», стурбована успіхами суперників, випустила у 1923 році модель Alfa Romeo P1, а в наступному році — доопрацьовану версію P2. Уже в 1925 році вона виграла перший Всесвітній чемпіонат світу конструкторів автомобілів та протягом 1924-25 років ще декілька значимих гонок і залишалася б непереможеною, якби не сталася трагічна аварія з пілотом Антоніо Аскарі (батьком відомого у 1950-ті гонщика Альберто Аскарі). Антоніо був відмінним гонщиком, який завжди діяв на межі можливостей боліда. Це його і згубило. 26 липня 1925 року на Гран-прі Франції у Монлері він зачепив огорожу, машина перекинулася декілька разів і Аскарі-старший загинув.
Глобальна економічна криза 1926 негативно позначилася на подальшому розвитку автоперегонів. З початком кризи, а також після загибелі ряду провідних гонщиків, керівництво автоспорту зробило спробу ввести обмеження для машин з об'ємом мотора 1,5 л, а питання безпеки стали мати визначальне значення.
В цей час прославилися гонщики Акілле Варці, Луї Широн, Рудольф Караччіола, Таціо Нуволарі та інші. Популярними стали заїзди на підступній трасі перегонів «Targa Florio» поблизу Палермо на Сицилії і так звана «Mille Miglia» (1000 миль) — гірські перегони дорогами загального користування від Рима до Брешії й назад.

### 1930—1940-ті

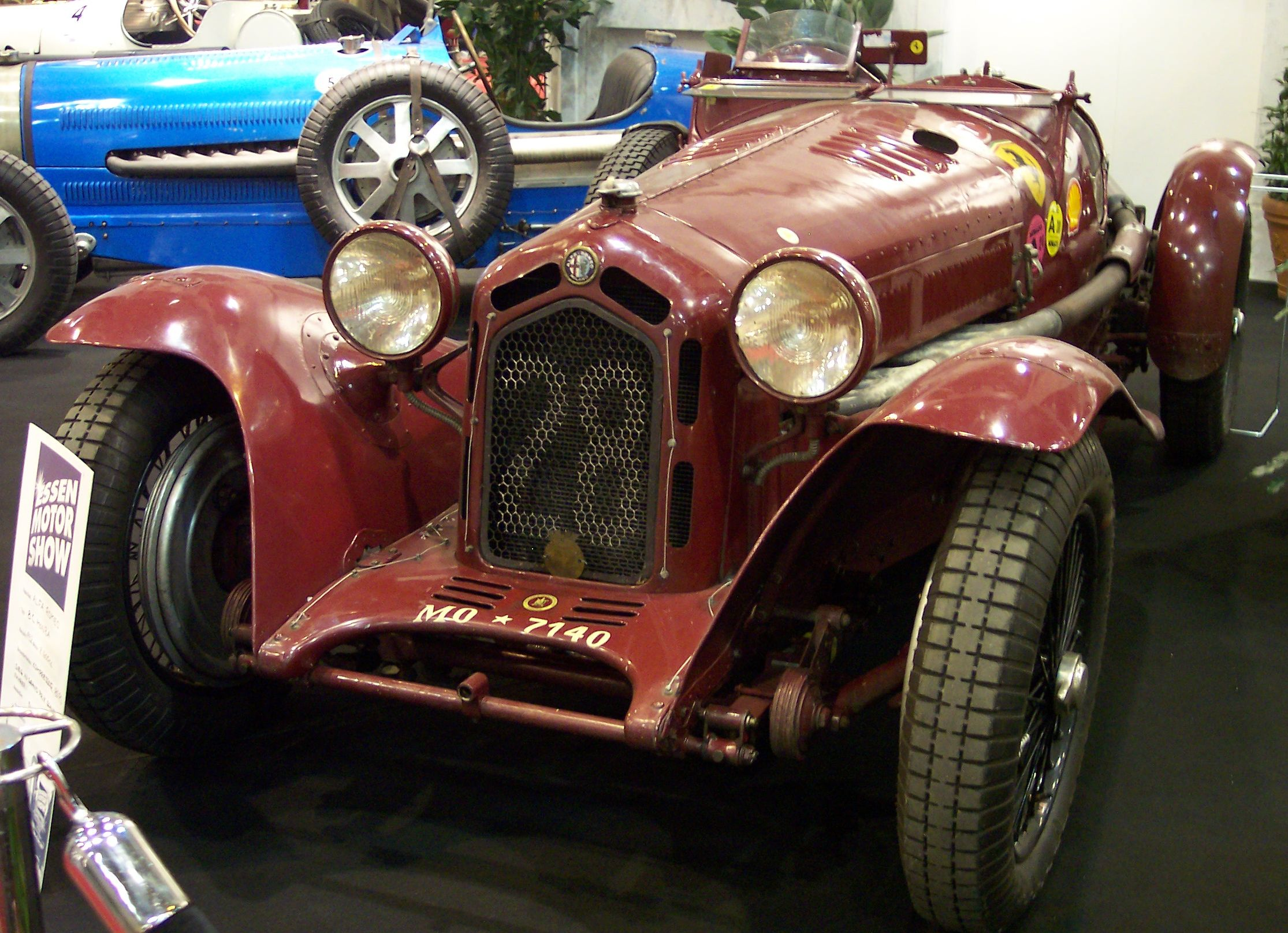
Alfa Romeo 8C переможець «Targa Florio» у 1931, 1932 та 1933-му

Незважаючи на участь американців у європейських шосейних перегонах, наприклад машин компаній «Stutz Motor Company» і «Chrysler Corporation» в гонці «24 години Ле-Мана» з кінця 1920-их, інтерес американців до шосейних перегонів знижувався. Декілька шосейних гонок проводилося і у США, наприклад в околицях Елджіна (штат Іллінойс) і Дейтона-Біч (Флорида), проте єдиним великим змаганням такого роду були перегони на Кубок Вандербілта (англ. Vanderbilt Cup) на трасі «Рузвельт Рейсвей» (англ. Roosevelt Raceway) на Лонг-Айленді (штат Нью-Йорк), які у 1936 і 1937 залучили кращі європейські команди. Більшість гонок у США влаштовувалося на овальних треках, серед яких пальма першості належала 500-мильним перегонам «Індіанаполіс 500» на трасі Індіанаполіс Мотор Спідвей, та невеликих гаревих треках по всій країні за підтримки місцевої влади.
У Європі на початку 1930-их водії виступали автомобілях виробників «Sunbeam», «Fiat», «Bugatti», «Delage» і «Alfa Romeo» в шосейних гонках системи розіграшу Гран-прі. У середині 1930-х у цьому виді спорту стали домінувати німці зі своїми командами від «Daimler-Benz» і «Auto Union». Такі класичні змагання автомобілів, як гонки «24 години Ле-Мана», «Targa Florio» в Італії і «24 години Спа» в Бельгії переживали свій найвищий розквіт. Проведення автомобільних перегонів було перерване Другою світовою війною.

### 1950—1980-ті

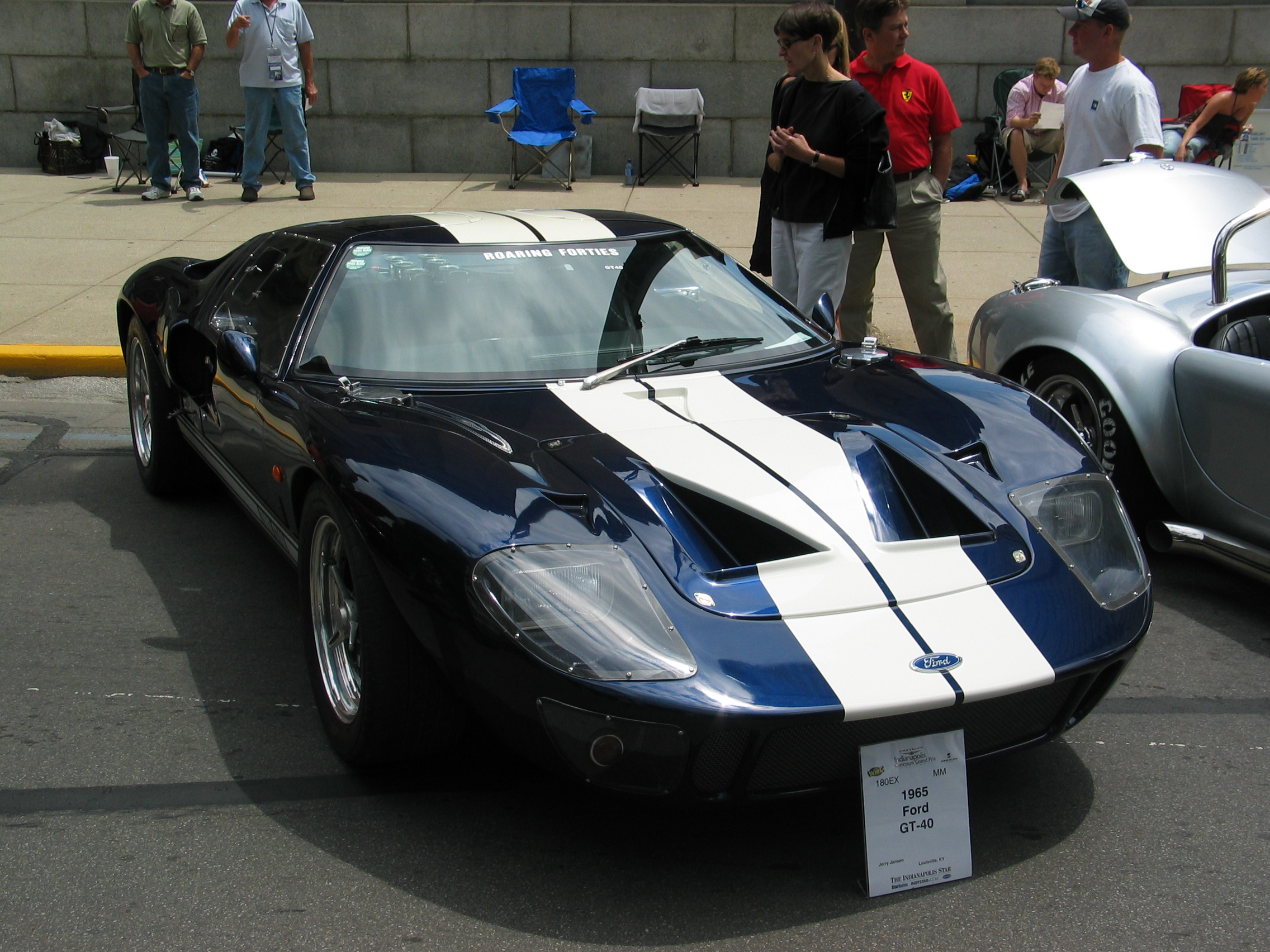
Ford GT40 — 4-разовий переможець «24 години Ле-Мана» з 1966 по 1969 рр.

Після повторного відкриття траси в Індіанаполісі у 1946 у США розпочалось відродження автоперегонів, включаючи і шосейні перегони. На трасі «Watkins Glen International» у 1948 була проведена перша шосейна гонка. У тому ж році перша смуга для перегонів дрегстерів відкрилася у Голіті (Каліфорнія). Обидва види гонок поширилися з цих міст: шосейні перегони — в Елкгарт-Лейк (Вісконсин) і Пеббл-біч (Каліфорнія), а перегони дрегстерів — у Санта-Ані (Каліфорнія) і Йорк (Пенсільванія).
У 1959-60-их чемпіон Гран-прі Джек Бребем, який виступав на легкому англійському автомобілі «Cooper» з двигуном, розташованим позаду від водія, показав, що важкі гоночні автомобілі з переднім розташуванням двигуна застаріли.
Європейські спортсмени вперше взяли участь у перегонах «Індіанаполіс 500» після перерви, що тривала майже три десятиліття, а шотландець Джим Кларк і англієць Грем Гілл перемагали в них у 1965-му і 1966-му відповідно. Американські гонщики, у свою чергу, брали участь в європейських перегонах. У 1961-му Філ Гілл, який виступав на італійському боліді «Ferrari 156» із заднім розташуванням двигуна, став першим американцем, який виграв світовий чемпіонат з автоперегонів Формула-1. Крім того, автомобілі «AC 427 Cobra», «Chaparral 2D» і «Ford GT40» американського виробництва перемагали у важливих європейських гонках.
Організація NASCAR перевела свої змагання з пісків Дейтони і крихітних гаревих треків на швидкісні траси з похилими віражами і довела, що серійні автомобілі тривалий час можуть їхати на швидкості 290 км/год і кожен вікенд залучати величезні натовпи на свої змагання. Перегони дрегстерів перемістилися з висохлих озер Каліфорнії на спеціальні швидкісні смуги; самі дрегстери отримали двигуни з наддувом і стали долати чверть милі за час, менший ніж 6 секунд. По довгій швидкісній трасі, прокладеній по висохлій ділянці солоного озера Бонневілль, Річард Нобл (англ. Richard James Anthony Noble) у 1983 промчав на своїй машині «Thrust2» із середньою швидкістю 1019,468 км/год, побивши попередній світовий рекорд швидкості руху сушею.
У Європі після нещасних випадків з трагічним результатом у Франції та Італії, автоперегони все частіше стали проводити не на загальних дорогах, а на чисто гоночних трасах. Практично всі двигуни в міжнародному класі гоночних автомобілів тепер стали встановлювати позаду водія.

## Організація автоперегонів
Переважна більшість автоперегонів відбувається згідно з правилами FIA, які періодично уточнюються (зазвичай щорічно) в нормативних документах FIA, головним з яких є Міжнародний спортивний кодекс FIA (МСК FIA; англ. International Sporting Code; ISC) з додатками. В Україні, крім цього, діє Національний спортивний кодекс Автомобільної федерації України, який розроблено на основі МСК FIA. Переважна більшість міжнародних змагань відбувається під егідою FIA, що в таких випадках відображається у назві змагань (FIA ETCC, FIA WTCC, FIA Formula One World Championship, FIA World Rally Championship і т. ін)

### Регламенти
На всі змагання з автоспорту, якщо інше не передбачено особливими правилами FIA або FAU, складаються офіційні документи, у тому числі обов'язково регламент змагання (загальний та додатковий або індивідуальний).
Регламент змагання — обов'язковий офіційний документ, який видається організаційним комітетом змагання, та який регламентує деталі його проведення.
Додатковий регламент (положення) (англ. Supplementary Regulations, фр. Règlement Particulier) — обов'язковий офіційний документ, що видається організатором окремого змагання, включеного у залік багатоетапного змагання, у якому встановлюються деталі проведення змагання. Додатковий регламент видається для змагань, на які розповсюджується дія загального регламенту чемпіонату, кубка, трофею (серії).
Індивідуальний регламент — офіційний документ, який видається організаційним комітетом змагання та регламентує деталі його проведення і видається для змагань які не входять до багатоетапних серій.

### Заходи безпеки
Сьогодні безпека в автоспорті стоїть на першому місці. Технічні види спорту є дуже видовищними і вельми прибутковими, яскравим прикладом чого служить Формула-1. Значного поширення в найрізноманітніших автоперегонах (а також, у водно-моторному спорті) отримала системи захисту голови та шиї гонщика HANS. Використання HANS є обов'язковим у Формулі-1 з 2003 року. Саме ця система врятувала життя Ральфу Шумахеру в 2004 році і Роберту Кубіці в 2007 році.

## Категорії автоперегонів
У світі щорічно відбувається багато різноманітних національних і міжнародних змагань і серій з автоперегонів у різних категоріях. Автоперегони можна класифікувати за різними ознаками: за технічними особливостями автомобілів-учасників (серійні, спортивні, відкриті, турингові і т. ін.), за типом трас, на яких відбуваються змагання (кільцеві траси, автотреки, вулицями міст, автошляхами загального користування, спеціальними трасами тощо), за особливостями технічного та/або спортивного регламенту змагань (багатоденні перегони, серії, спринт-перегони і т. ін). Нижче наведено перелік найпопулярніших категорій автомобільних перегонів.

### Картинг

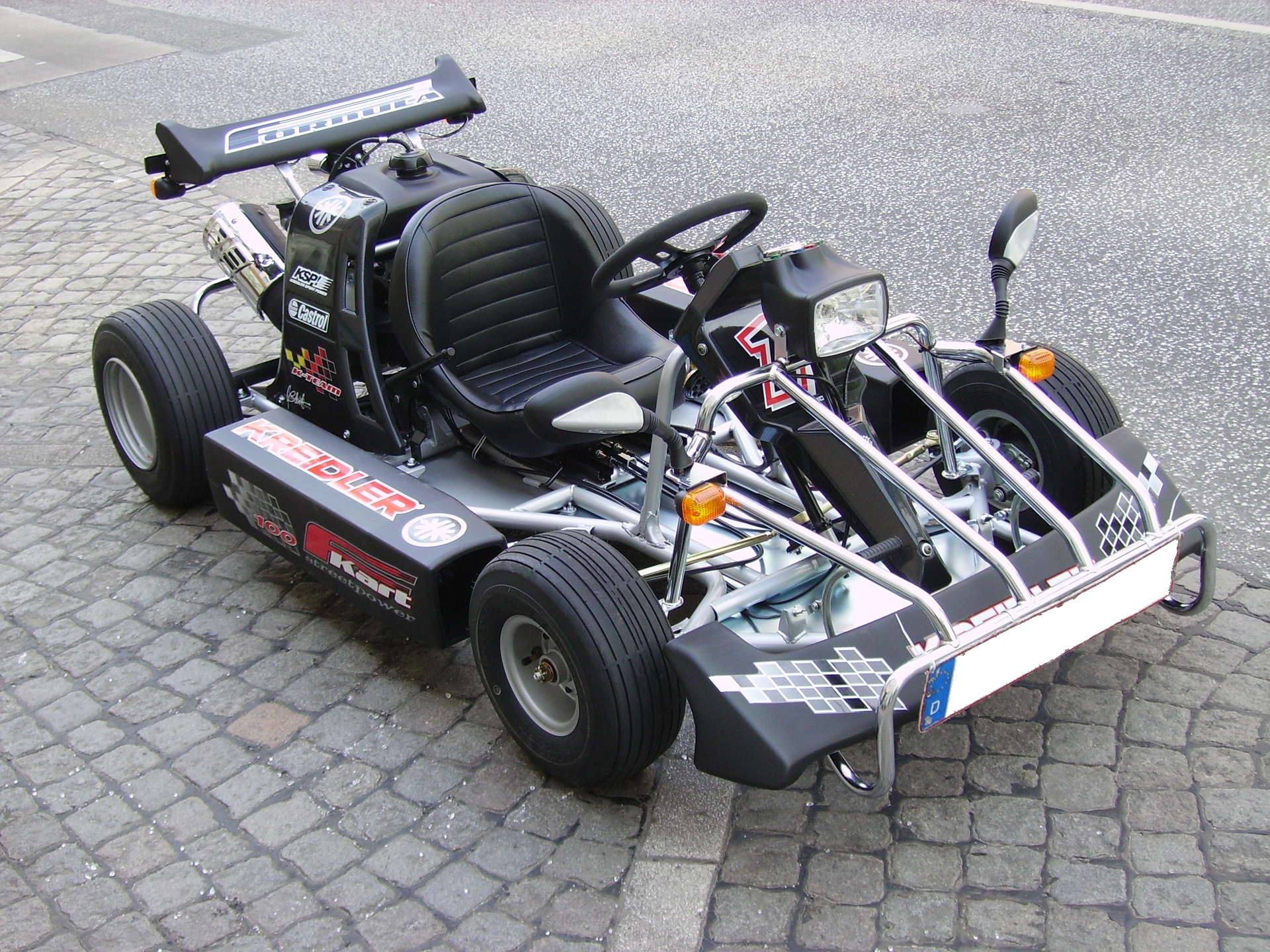
Карт

Картинг — це перегони на спрощених спеціальних автомобілях картах на кільцевих трасах. Враховуючи достатньо низьку вартість картів та спрощені вимоги до трас перегонів, картинг є найкращою школою для гонщиків-початківців. Існує також категорія картів вищого класу підготовки. В змаганнях цієї категорії часто беруть участь чемпіони з інших видів гонок, наприклад Міхаель Шумахер.

### Кільцеві автоперегони

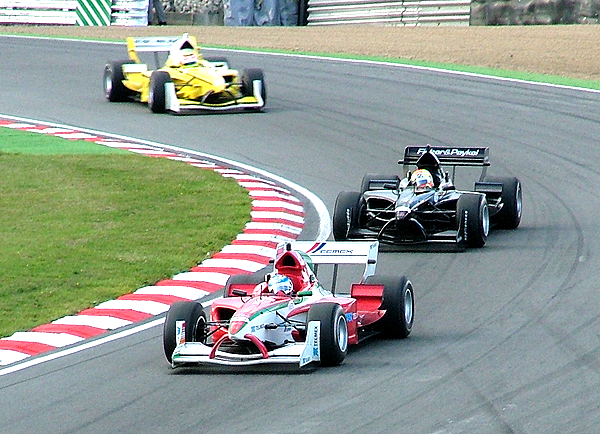
А1 Гран прі в Мексиці. Сезон 2005—2006 років

Кільцеві автоперегони — (англ. circuit race, фр. course sur circuit) — змагання, що проводиться на замкнутій кільцевій трасі одночасно між двома і більше автомобілями на одному маршруту, в якому визначальним фактором є швидкість або відстань, пройдена за встановлений час. Мета змагання — пройти певну кількість кіл траси за якомога коротший час (Формула 1 та ін.) або якнайбільшу кількість кіл за встановлений на перегони час (WTCC, ETCC та ін.).
Назву «кільцеві» перегони отримали тому, що траса перегонів має форму замкненої кривої. Спочатку це справді було коло або овал, а згодом траси почали ускладнювати за рахунок введення в конфігурацію траси численних поворотів різних форм, які мають свої назви. Здебільшого кільцеві перегони відбуваються на спеціально побудованих для автоперегонів спортивних спорудах — гоночних трасах. Іноді гоночна траса прокладається вулицями міст або складається з відрізків автошляхів загального користування.
Кільцеві перегони — один з найпопулярніших та найвидовищніших видів автоспорту, зокрема завдяки тому, що гоночні траси обладнані трибунами для глядачів, мають прості й зрозумілі правила, а також зручні для ведення телетрансляцій. Це спричинило до бурхливого розвитку цього виду автоперегонів і організації великої кількості міжнародних змагань, а також зросла кількість видів кільцевих гонок, до яких зокрема належать:
- Перегони на автомобілях з відкритими колесами:
  - Формула 1
  - А1 Гран прі
  - Формула 3000
  - Формула 3 та інші.

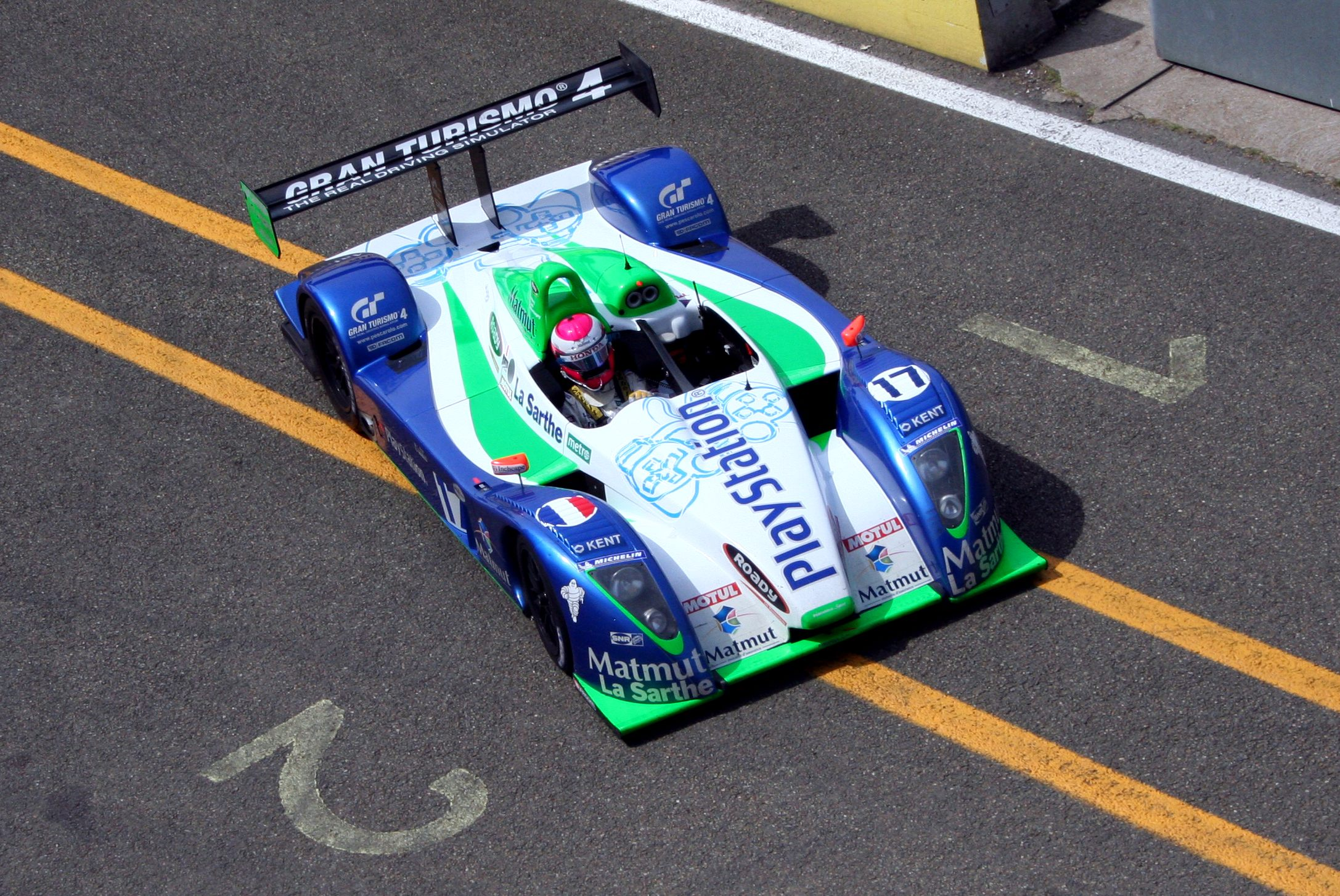
24 години Ле Мана. 2006

- Перегони турингових автомобілів (іноді вживається назва — кузовних автомобілів)
  - WTCC
  - ETCC
  - BTCC
  - FIA GT
  - NASCAR
  - DTM
  - ADAC Procar

а також численні національні чемпіонати з кільцевих перегонів.
До кільцевих перегонів також належать перегони на витривалість — багатогодинні (від 4-х до 24-х годин) кільцеві перегони, такі як:
- 24 години Ле Мана
- 24 години Нюрбургрингу
- 24 години Дайтони
- Серія VLN та інші

### Ралі
Основна стаття: Ралі
Ралі — це змагання з заданою середньою швидкістю, яке повністю або частково проводиться на відкритих для загального руху дорогах. Ралі має один маршрут, яким повинні рухатися всі автомобілі, або декілька маршрутів, які сходяться в один, визначений попередньо, пункт збору, після якого є (або немає) загальний маршрут.
Ралі поділяються на ралі першої та другої категорій, а також окремі (спеціалізовані) види ралі.

### Ралі-рейди
Основна стаття: Ралі-рейди

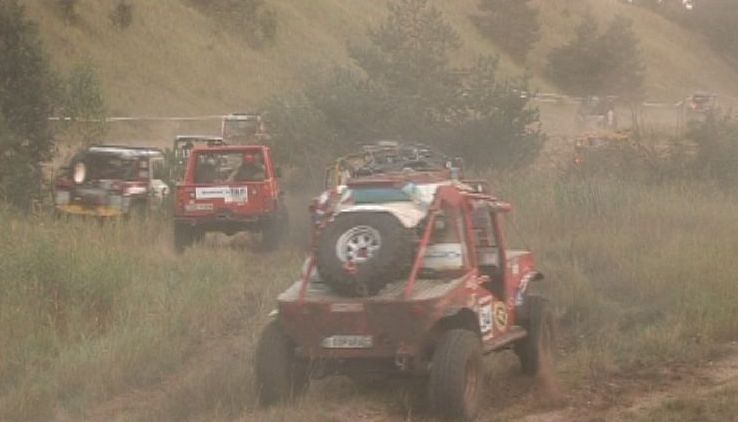
Ралі-рейд

Ралі-рейди або ралі по пересіченій місцевості — перегони, які проходять як дорогами загального користування, так і на ділянках без доріг (степ, савана, пустеля, чагарник і т. ін.). На відміну від звичайного авторалі у ралі-рейдах від штурмана та пілота вимагається вміння орієнтуватися на місцевості в умовах бездоріжжя. Учасники ралі-рейдів також є учасниками дорожнього руху на загальних підставах.
Найвідомішим ралі-рейдом у світі є ралі Дакар — історично автопробіг через пустелю Сахару від Парижа до столиці Сенегалу Дакара, який в останні роки проводиться бездоріжжям Південної Америки.

### Автокрос
Автокрос — перегони на спеціальній кільцевій трасі з ґрунтовим покриттям. Змагання відбуваються за кубковим принципом — потрібно виграти у суперників в заїзді, тобто критерієм є не час проходження траси, а завойоване місце в заїзді. Змагання проходять на спеціально підготовлених автомобілях або на багі — спеціальному автомобілі рамної конструкції (досить часто на базі серійних легкових автомобілів) зі спрощеним кузовом та винесеними назовні колесами, оскільки аеродинамічні якості для авто, що беруть участь у змаганнях з автокросу, не мають суттєвого значення.

### Гірські перегони
Гірські перегони (підйом на пагорб) — автомобільні змагання, які складаються з декількох підйомів дорогою загального користування з великим перепадом висот, спеціально перекритою для іншого транспорту.

### Автослалом

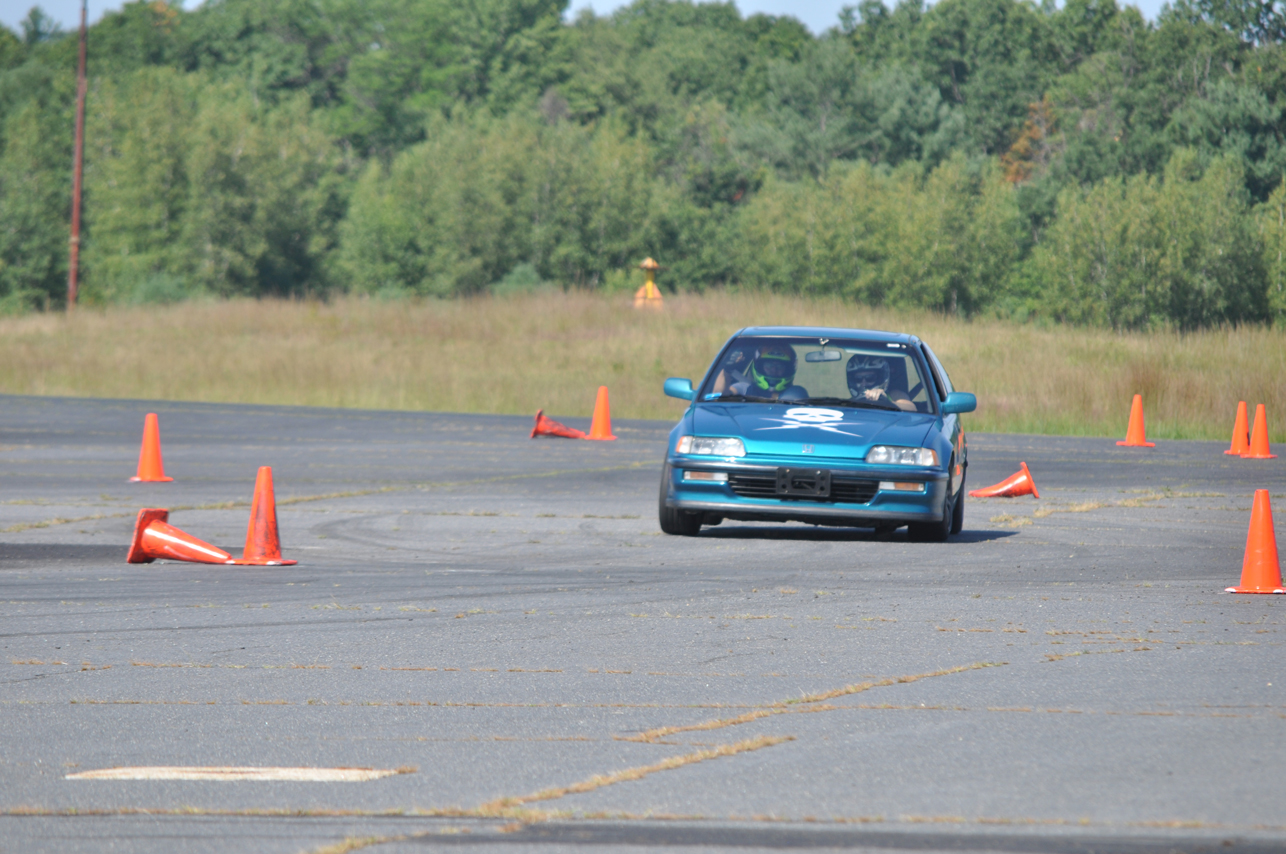
Автомобіль на трасі автослалому

Автослалом (фігурне водіння, швидкісне маневрування) — перегони на час по розміченій стійками (конусами, покришками) території зі складною трасою (круті повороти, змійки, розвороти на 180° заднім і переднім ходом тощо). Фігура траси змагань створюється так, щоб спортсмен усю дистанцію долав використовуючи першу і задню передачі. У будь-який момент часу на трасі знаходиться лише один автомобіль, що виключає можливість контакту між автомобілями-учасниками. Автослалом в основному проводиться на серійних автомобілях (без каркасів безпеки), іноді обов'язковою є наявність шолома. Залежно від марки автомобіля можуть вноситись незначні зміни в конструктивні елементи авто та встановлюватись інше обладнання але основним тут є те, що автомобіль має залишатися серійним і бути придатним до експлуатації на дорогах загального призначення (тобто конструктивні зміни не повинні суперечити правилам дорожнього руху). Автомобілі залежно від типу приводу поділяються на три класи: з переднім приводом, із заднім приводом та повним приводом. Переможець та наступні місця визначаються за найменшою сумою часу, показаного у двох кращих залікових заїздах з урахуванням штрафного часу за порушення порядку виконання фігури. Траса для змагання визначається регламентом і має переважно довжину 300…500 м з максимальною довжиною відрізку без зміни напряму руху зазвичай до 20 м.

### Драгрейсинг
Ще до Другої світової війни автолюбителі влаштовували змагання на розгін на суспільних дорогах, в основному, на чверть милі (402 м). В 1950 р. в місті Санта-Ана, Каліфорнія на місцевому аеродромі було проведено перше офіційне змагання з дрег-рейсингу.
Дрег-рейсинг влаштовують як на звичайних машинах, так і на болідах, побудованих спеціально для цього. Дорожня машина проходить дистанцію у чверть милі за 16 секунд, в той час як дрегстерів класу Top Fuel покриває її менш ніж за 5 с, розвиваючи прискорення понад 4 g.

### Інші види автомобільних перегонів
Існувало й існує ще безліч інших різновидів змагань, наприклад змагання на підйом в гору, перегони на витривалість (до них можна віднести 24-годинні марафони) та інші, набагато менш традиційні види автоспорту.
Головна автоспортивна організація — Міжнародна автомобільна федерація (FIA). Під її підпорядкуванням знаходяться національні федерації автоспорту, в тому числі і Автомобільна федерація України (ФАУ).